# Москвич-423

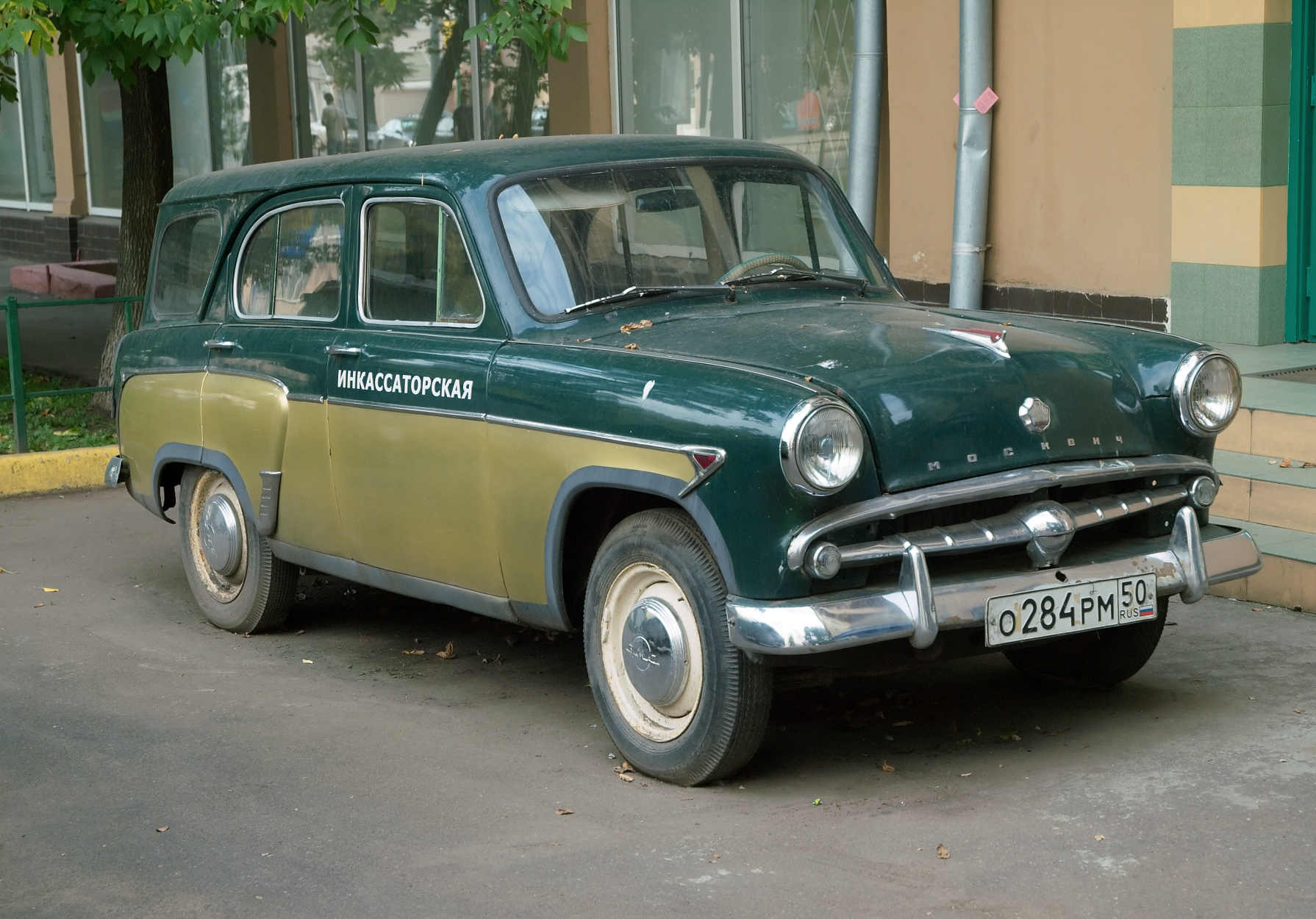
Москвич-423

Москвич-423 — перший в СРСР п'ятидверний універсал розроблений на базі Москвича-402, виготовлявся у 1957-1958 роках. У його конструкції використовувалася та ж бічна панель із зігнутими водостічними жолобками, та ж задня панель з високим порогом багажної кришки. Заднє сидіння складалося, утворюючи вантажний відсік довжиною 1473 мм і шириною 1220 мм. При складених задніх сидіннях машина могла перевозити 250 кг вантажу і двох осіб, включаючи водія. Для запасного колеса під підлогою розміщувалася горизонтальна ніша. Задні ресори були на 5 мм ширшими, ніж у Москвич-402. Задні двері відчинялися наліво, і їх поріг знаходився на висоті 760 мм від землі. В 1958 році на зміну моделі 423 прийшла модель 423Н, побудована на базі Москвича-407 і випускалась аж до 1963 року. З 1961 року випускалась більш проста версія кузова універсал з кутастими рамками задніх дверей і йдучим вздовж всього даху цільним водостічним жолобком.
В 1963 році на зміну моделі 423Н прийшла модель 424, побудована на базі Москвича-403 і випускалась до середини 1965 року, коли виробництво автомобілів «Москвич» 2-го покоління було зупинене і йому на зміну прийшла модель Москвич-408, а універсал на його базі Москвича-426 почали виготовляти лише в 1967 році.

## Модифікації[2]
- Москвич-423Н — універсал на базі Москвича-407. Автомобіль випускався в 1958-1963 роках і прийшов на заміну Москвичу-423.
- Москвич-424 — універсал на базі Москвича-403. Автомобіль випускався в 1963-1965 роках і прийшов на зміну Москвичу-423Н.
- Москвич-423Ю — Москвич-423Н пристосований для південного клімату.
- Москвич-423Е — Москвич-423Н призначений для експорту.

## В ігровій і сувенірній індустрії
Видавництво «Де Агостіні» в рамках серії «Автолегенди СРСР» (листопад 2011, № 46) випустило модель автомобіля «Москвич-423Н» гірчично-жовтого кольору в масштабі 1:43.